# Scopula seclusa
Scopula seclusa là một loài bướm đêm trong họ Geometridae.